# Dubowce (stacja kolejowa)
Dubowce (ukr. Дубівці, ros. Дубовцы) – stacja kolejowa w miejscowości Dubowce, w rejonie iwanofrankiwskim, w obwodzie iwanofrankiwskim, na Ukrainie. Położona jest na linii Lwów – Czerniowce.
Stacja istniała przed II wojną światową.